# Dan Seymour
Dan Seymour est un acteur américain né Daniel Seymour Katz le 22 février 1915 à Chicago, Illinois (États-Unis), et mort le 25 mai 1993 à Santa Monica (Californie).

## Biographie
Dan Seymour épouse Evelyn Schwart en 1949 et ont deux enfants : Jeff, né en 1950, et Greg, né en 1954.

## Filmographie
- 1942 : Cairo : l'homme obèse dans le théâtre du Caire
- 1942 : La Justice des hommes (The Talk of the Town) : Headwaiter at Nightclub
- 1942 : En route vers le Maroc (Road to Morocco) de David Butler : Slave Buyer
- 1942 : Casablanca : Abdul
- 1942 : Bombs Over Burma de Joseph H. Lewis
- 1943 : Mug Town : Chef
- 1943 : Rhythm of the Islands : Native Guard
- 1943 : Tahiti Honey : Fats
- 1943 : Deux Nigauds dans la neige (Hit the Ice) : Resort Chef
- 1943 : Bombs Over Burma : Pete Brogranza
- 1943 : Le Mystère de la jungle (Tiger Fangs) : Henry Gratz
- 1943 : Klondike Kate (en) de William Castle : Piano Player Harry
- 1944 : Crazy Like a Fox : The Prince
- 1944 : Kismet de William Dieterle : Fat Turk at the Cafe
- 1944 : Lona la sauvageonne (Rainbow Island) : Fat native man
- 1944 : Le Port de l'angoisse (To Have and Have Not) : dans le rôle du policier-collaborateur Capitaine Renard
- 1944 : Brazil : King of the Carnival
- 1945 : La Cinquième Chaise (It's in the Bag!) : Fatso, Doublecrossing gangster
- 1945 : Guest Wife : Turkish customer
- 1945 : The Spanish Main : Jailer
- 1945 : Agent secret (Confidential Agent) : Mr. Muckerji
- 1945 : San Antonio : Laredo border guard
- 1946 : Une nuit à Casablanca (A Night in Casablanca) : Prefect of Police Capt. Brizzard
- 1946 : The Searching Wind : Torrone
- 1946 : Cape et Poignard (Cloak and Dagger) de Fritz Lang : Marsoli
- 1947 : Philo Vance's Gamble : Jeff
- 1947 : Hard Boiled Mahoney : Doctor Armand
- 1947 : La Belle Esclave (Slave Girl) : Telek, Tuareg chieftain
- 1947 : Intrigue : Karidian
- 1948 : Key Largo : Angel Garcia
- 1948 : Johnny Belinda : Pacquet
- 1949 : Highway 13 : Kelleher
- 1949 : Trail of the Yukon (en) de William Beaudine : Laroux
- 1949 : Le Livre noir (Reign of Terror ou The Black Book), d'Anthony Mann : L'aubergiste
- 1950 : La Femme aux chimères (Young Man with a Horn) : Mike
- 1950 : Abbott and Costello in the Foreign Legion : Josef
- 1950 : Joe Palooka in the Squared Circle : Charlie Crawford
- 1950 : Sing It Again (série TV) : Host (1950-1951)
- 1948 : We the People (série TV) : Host (1950-1952)
- 1951 : Sirocco de Curtis Bernhardt
- 1951 : La Femme au voile bleu (The Blue Veil), de Curtis Bernhardt : Pelt
- 1952 : L'Ange des maudits (Rancho Notorious) : Comanche Paul
- 1952 : Mara Maru : Lt. Zuenon
- 1952 : La Ruelle du péché (Glory Alley) : Sal Nichols (The Pig)
- 1952 : Face to Face : Drummer ('The Bride Comes to Yellow Sky')
- 1953 : Tangier Incident : Rabat
- 1953 : The System (en) de Lewis Seiler : Mr. Marty
- 1953 : Passion sous les tropiques (Second Chance) : Felipe
- 1953 : Règlement de comptes (The Big Heat) : Mr. Atkins
- 1954 : Désirs humains (Human Desire) de Fritz Lang : Duggan, the bartender
- 1955 : Les Contrebandiers de Moonfleet (Moonfleet) : Hull
- 1955 : Deux nigauds et la momie (Abbott and Costello Meet the Mummy) de Charles Lamont : Josef
- 1956 : L'Invraisemblable Vérité (Beyond a Reasonable Doubt) de Fritz Lang : Greco
- 1957 : L'Homme qui n'a jamais ri (The Buster Keaton Story) : Indian Chief
- 1957 : Undersea Girl : Police Lt. Mike Travis
- 1957 : P'tite tête de trouffion (The Sad Sack) : Arab Chieftain
- 1959 : Watusi : Mohamet
- 1959 : Le Retour de la mouche (Return of the Fly) : Max Berthold
- 1972 : Unholy Rollers : Used Car Dealer
- 1973 : Nos plus belles années (The Way We Were) : Guest
- 1974 : The Centerfold Girls
- 1975 : La Montagne ensorcelée (Escape to Witch Mountain) : Psychic
- 1975 : The Manhandlers : Vito